# Попадија (ТВ серија)
Попадија је српска телевизијска серија коју су створили Зоран Лисинац и Јелена Волф Лисинац за Прву српску телевизију. Главне улоге тумаче Нина Сеничар и Дејан Бућин, а прати младу девојку која долази из града у мало село након удаје за локалног свештеника. Премијера је емитована 18. новембра 2022.

## Радња
Серија прати атрактивну лепотицу која долази из Њујорка и њеног мужа, локалног свештеника. Упркос различитим стиловима живота и очекивањима, међу њима се развија страсна веза која се претвара у љубав и бива крунисана браком. Због љубави са попом, атрактивна лепотица пристаје да живот са њим настави на селу. Серија има интригантан заплет, јер локална заједница није одушевљена што им је лепотица из иностранства завела верског старешину.

## Улоге
| Глумац                  | Улога                  |
| ----------------------- | ---------------------- |
| Нина Сеничар            | Деса                   |
| Дејан Бућин             | Мики                   |
| Зинаида Дедакин         | Милијана               |
| Горица Поповић          | Живана                 |
| Биљана Јоцић Савић      | Мира Буцка             |
| Никола Тришић           | Љуба                   |
| Сузана Лукић            | Цеца                   |
| Александар Димитријевић | Чеда ( сезона 1 )      |
| Семир Гицић             | Чеда ( сезона 2-3 )    |
| Наташа Аксентијевић     | Верка                  |
| Никола Миленковић       | Бутка                  |
| Уна Шкеровић            | Јецка                  |
| Миле Цвијовић           | Веско                  |
| Раде Николић            | Цаја                   |
| Ваља Жикић              | Даца                   |
| Ивана Васиљковић        | Боба                   |
| Даница Максимовић       | Ненси                  |
| Ања Орељ                | Јелица                 |
| Хорас Томпсон           | Џејмс                  |
| Јована Беловић          | Арнела                 |
| Гордан Кичић            | владика                |
| Денис Мурић             | Гаврило                |
| Дејан Тончић            | Обрен                  |
| Хана Јапунџић           | Луси                   |
| Теша Тешановић          | Жућа                   |
| Милош Самолов           | Владика                |
| Ненад Окановић          | Горан Мешетровић Мечка |
| Јана Милић              | Јагода                 |
| Зоран Карајић           | Жика Фараон            |
| Ана Томић               | Дијана                 |

## Епизоде

### Преглед серије
| Сезона | Сезона | Епизоде | Епизоде | Оригинално емитовање | Оригинално емитовање |
| Сезона | Сезона | Епизоде | Епизоде | Премијера            | Финале               |
| ------ | ------ | ------- | ------- | -------------------- | -------------------- |
|        | 1.     | 15      | 15      | 18. новембар 2022.   | 3. март 2023.        |
|        | 2.     | 15      | 15      | 24. новембар 2023.   | 1. март 2024.        |
|        | 3.     | 15      | 15      | 8. март 2024.        | 21. јун 2024.        |

### 1. сезона (2022—2023)
| Бр. еп. (укупно) | Бр. еп. (у сезони) | Наслов                                       | Редитељ          | Сценариста                          | Премијера          |
| ---------------- | ------------------ | -------------------------------------------- | ---------------- | ----------------------------------- | ------------------ |
| 1                | 1                  | Прво поглавље: Тањирче                       | Слободанка Радун | Зоран Лисинац и Јелена Волф Лисинац | 18. новембар 2022. |
| 2                | 2                  | Друго поглавље: Крштење                      | Слободанка Радун | Зоран Лисинац и Јелена Волф Лисинац | 25. новембар 2022. |
| 3                | 3                  | Треће поглавље: Рукоблуд                     | Слободанка Радун | Зоран Лисинац и Јелена Волф Лисинац | 2. децембар 2022.  |
| 4                | 4                  | Четврто поглавље: Распоп                     | Слободанка Радун | Зоран Лисинац и Јелена Волф Лисинац | 9. децембар 2022.  |
| 5                | 5                  | Пето поглавље: Туц-туц                       | Слободанка Радун | Зоран Лисинац и Јелена Волф Лисинац | 16. децембар 2022. |
| 6                | 6                  | Шесто поглавље: Детокс                       | Слободанка Радун | Зоран Лисинац и Јелена Волф Лисинац | 23. децембар 2022. |
| 7                | 7                  | Седмо поглавље: Слатка кућа                  | Слободанка Радун | Зоран Лисинац и Јелена Волф Лисинац | 30. децембар 2022. |
| 8                | 8                  | Осмо поглавље: Инфлуенсерка                  | Слободанка Радун | Зоран Лисинац и Јелена Волф Лисинац | 13. јануар 2023.   |
| 9                | 9                  | Девето поглавље: Весела је свадба            | Слободанка Радун | Зоран Лисинац и Јелена Волф Лисинац | 20. јануар 2023.   |
| 10               | 10                 | Десето поглавље: Биоскоп                     | Слободанка Радун | Зоран Лисинац и Јелена Волф Лисинац | 27. јануар 2023.   |
| 11               | 11                 | Једанаесто поглавље: Бог прашта, ташта никад | Слободанка Радун | Зоран Лисинац и Јелена Волф Лисинац | 3. фебруар 2023.   |
| 12               | 12                 | Дванаесто поглавље: Заслужни грађанин        | Слободанка Радун | Зоран Лисинац и Јелена Волф Лисинац | 10. фебруар 2023.  |
| 13               | 13                 | Тринаесто поглавље: Живаниних једанаес’      | Слободанка Радун | Зоран Лисинац и Јелена Волф Лисинац | 17. фебруар 2023.  |
| 14               | 14                 | Четрнаесто поглавље: Куку мене               | Слободанка Радун | Зоран Лисинац и Јелена Волф Лисинац | 24. фебруар 2023.  |
| 15               | 15                 | Петнаесто поглавље: Попадија која хода       | Слободанка Радун | Зоран Лисинац и Јелена Волф Лисинац | 3. март 2023.      |

### 2. сезона (2023—2024)
| Бр. еп. (укупно) | Бр. еп. (у сезони) | Наслов                                                       | Редитељ          | Сценариста                          | Премијера          |
| ---------------- | ------------------ | ------------------------------------------------------------ | ---------------- | ----------------------------------- | ------------------ |
| 16               | 1                  | Шеснаесто поглавље: Тест издржљивости                        | Слободанка Радун | Зоран Лисинац и Јелена Волф Лисинац | 24. новембар 2023. |
| 17               | 2                  | Седамнаесто поглавље: Купујмо домаће                         | Слободанка Радун | Зоран Лисинац и Јелена Волф Лисинац | 1. децембар 2023.  |
| 18               | 3                  | Осамнаесто поглавље: Најслађе је непрскано воће              | Слободанка Радун | Зоран Лисинац и Јелена Волф Лисинац | 8. децембар 2023.  |
| 19               | 4                  | Деветнаесто поглавље: Уље на платну                          | Слободанка Радун | Зоран Лисинац и Јелена Волф Лисинац | 15. децембар 2023. |
| 20               | 5                  | Двадесето поглавље: Лајк за снајку                           | Слободанка Радун | Зоран Лисинац и Јелена Волф Лисинац | 22. децембар 2023. |
| 21               | 6                  | Двадесет прво поглавље: Ко високо лети, ниско пада           | Слободанка Радун | Зоран Лисинац и Јелена Волф Лисинац | 29. децембар 2023. |
| 22               | 7                  | Двадесет друго поглавље: Моја велика мрсна православна слава | Слободанка Радун | Зоран Лисинац и Јелена Волф Лисинац | 5. јануар 2024.    |
| 23               | 8                  | Двадесет треће поглавље: Ил’ си баџа ил’ си краставац        | Слободанка Радун | Зоран Лисинац и Јелена Волф Лисинац | 12. јануар 2024.   |
| 24               | 9                  | Двадесет четврто поглавље: Ракијада                          | Слободанка Радун | Зоран Лисинац и Јелена Волф Лисинац | 19. јануар 2024.   |
| 25               | 10                 | Двадесет пето поглавље: Прстеновање                          | Слободанка Радун | Зоран Лисинац и Јелена Волф Лисинац | 26. јануар 2024.   |
| 26               | 11                 | Двадесет шесто поглавље: Ком' опанци, ком' обојци            | Слободанка Радун | Зоран Лисинац и Јелена Волф Лисинац | 2. фебруар 2024.   |
| 27               | 12                 | Двадесет седмо поглавље: Кладионицаја                        | Слободанка Радун | Зоран Лисинац и Јелена Волф Лисинац | 9. фебруар 2024.   |
| 28               | 13                 | Двадесет осмо поглавље: Опасне тјеловежбе                    | Слободанка Радун | Зоран Лисинац и Јелена Волф Лисинац | 16. фебруар 2024.  |
| 29               | 14                 | Двадесет девето поглавље: А Боба се чешља                    | Слободанка Радун | Зоран Лисинац и Јелена Волф Лисинац | 23. фебруар 2024.  |
| 30               | 15                 | Тридесето поглавље: Весела је свадба                         | Слободанка Радун | Зоран Лисинац и Јелена Волф Лисинац | 1. март 2024.      |

### 3. сезона (2024)
| Бр. еп. (укупно) | Бр. еп. (у сезони) | Наслов                                              | Редитељ          | Сценариста                          | Премијера       |
| ---------------- | ------------------ | --------------------------------------------------- | ---------------- | ----------------------------------- | --------------- |
| 31               | 1                  | Тридесет прво поглавље: Добра дојиља                | Слободанка Радун | Зоран Лисинац и Јелена Волф Лисинац | 8. март 2024.   |
| 32               | 2                  | Тридесет друго поглавље: Призетак                   | Слободанка Радун | Зоран Лисинац и Јелена Волф Лисинац | 15. март 2024.  |
| 33               | 3                  | Тридесет треће поглавље: Хало мама                  | Слободанка Радун | Зоран Лисинац и Јелена Волф Лисинац | 22. март 2024.  |
| 34               | 4                  | Тридесет четврто поглавље: У терању                 | Слободанка Радун | Зоран Лисинац и Јелена Волф Лисинац | 29. март 2024.  |
| 35               | 5                  | Тридесет пето поглавље: Повратак кондора            | Слободанка Радун | Зоран Лисинац и Јелена Волф Лисинац | 5. април 2024.  |
| 36               | 6                  | Тридесет шесто поглавље: Зелена трава села мог      | Слободанка Радун | Зоран Лисинац и Јелена Волф Лисинац | 12. април 2024. |
| 37               | 7                  | Тридесет седмо поглавље: Роџени под сречном звездом | Слободанка Радун | Зоран Лисинац и Јелена Волф Лисинац | 19. април 2024. |
| 38               | 8                  | Тридесет осмо поглавље: Рађајте се, множите се      | Слободанка Радун | Зоран Лисинац и Јелена Волф Лисинац | 26. април 2024. |
| 39               | 9                  | Тридесет девето поглавље: Тајна чврсте кобасице     | Слободанка Радун | Зоран Лисинац и Јелена Волф Лисинац | 10. мај 2024.   |
| 40               | 10                 | Четрдесето поглавље: Опака                          | Слободанка Радун | Зоран Лисинац и Јелена Волф Лисинац | 17. мај 2024.   |
| 41               | 11                 | Четрдесет прво поглавље: Спас српског села          | Слободанка Радун | Зоран Лисинац и Јелена Волф Лисинац | 24. мај 2024.   |
| 42               | 12                 | Четрдесет друго поглавље: С коња на магарца         | Слободанка Радун | Зоран Лисинац и Јелена Волф Лисинац | 31. мај 2024.   |
| 43               | 13                 | Четрдесет треће поглавље: Астро-цуцла               | Слободанка Радун | Зоран Лисинац и Јелена Волф Лисинац | 7. јун 2024.    |
| 44               | 14                 | Четрдесет четврто поглавље: Микијев избор           | Слободанка Радун | Зоран Лисинац и Јелена Волф Лисинац | 14. јун 2024.   |
| 45               | 15                 | Четрдесет пето поглавље: Све ће то народ позлатити  | Слободанка Радун | Зоран Лисинац и Јелена Волф Лисинац | 21. јун 2024.   |